# Stories from the City, Stories from the Sea
Stories from the City, Stories from the Sea é o quinto álbum de estúdio da musicista inglesa de rock alternativo PJ Harvey, lançado em 24 de outubro de 2000 pela Island Records. Gravado de março a abril de 2000, contém temas de amor que estão ligados a afeição de Harvey pela cidade de Nova Iorque.
O álbum tornou-se o segundo maior sucesso comercial de sua carreira de gravações, após o sucesso em 1995 de To Bring You My Love. Após o seu lançamento, o álbum foi aclamado pela maioria dos críticos musicais e rendeu a Harvey vários elogios e prêmios, incluindo o Mercury Prize de 2001. Ele passou 17 semanas na parada de álbuns do Reino Unido, sendo certificado como platina no Reino Unido e Austrália. É geralmente considerado um de seus melhores trabalhos. Na versão atualizada dos 500 Maiores Álbuns de Todos os Tempos da Rolling Stone, foi classificado no número 431; em seguida, na atualização de 2020, ele foi movido para o número 313. O álbum foi relançado em vinil em fevereiro de 2021 como parte de uma campanha abrangente de relançamento do catálogo de Harvey. Além disso, uma coleção de demonstrações inéditas, intitulada Stories from the City, Stories from the Sea - Demos, também foi lançada em vinil, CD e serviços de streaming em 26 de fevereiro de 2021.

## Antecedentes e música
Em 1998, enquanto gravava um filme como atriz para Hal Hartley em Nova Iorque, ela se sentiu inspirada pela cidade e escreveu várias canções. Alguns deles acabaram no álbum seguinte. Em 1999, ela escolheu morar lá por nove meses. No entanto, ela insistiu em entrevistas que não era "meu álbum de Nova Iorque". As canções também foram escritas enquanto ela estava em Londres ou em casa em Dorset. Stories from the City, Stories from the Sea foi gravado no Great Linford Manor, em Milton Keynes, durante os meses de março e abril de 2000. O álbum foi co-produzido por Mick Harvey, Rob Ellis e Harvey, e mixado por Victor Van Vugt no Fallout Shelter. O álbum contou com um dueto com o vocalista do Radiohead, Thom Yorke, na faixa "This Mess We're In", bem como vocais de apoio e teclados de Yorke nas canções "One Line" e "Beautiful Feeling". Ela conheceu Yorke em 1992 e eles mantiveram contato. Sobre a parceria, Harvey disse que "há muito tempo, estou interessada na ideia de alguém cantando uma música inteira em um disco meu, para ter uma dimensão muito diferente trazida pela voz de outra pessoa. Adiciona muita dinâmica ao disco para ter isso outro personagem entrando".
Ela queria que o álbum fosse mais direto, relatando: "É muito diferente musicalmente dos primeiros álbuns. É muito melódico, e é muito mais redondo e completo. Os álbuns anteriores eram muito preto e branco em algum sentido, muito extremo. Melodicamente, isso é muito mais sofisticado do que esses álbuns. Parece uma combinação de todos os álbuns que fiz até agora em um só". As canções também foram uma partida musical de seu material dark anterior. Harvey disse a Q em 2001 que "queria que tudo soasse o mais bonito possível. Tendo experimentado alguns sons terríveis em Is This Desire? e To Bring You My Love – onde eu estava realmente procurando por sons sombrios, perturbadores, que façam ter náusea. Eu pensei: 'Não, eu quero beleza absoluta. Eu quero que este álbum cante e voe e seja cheio de reverberação e camadas exuberantes de melodia. Quero que seja meu trabalho lindo, suntuoso e adorável'". Ela, no entanto, admitiu brincando que era "apenas pop de acordo com PJ Harvey, o que provavelmente é o menos pop que se pode obter de acordo com os padrões da maioria das pessoas".
Pitchfork comparou sua voz no single "Good Fortune" com a de Chrissie Hynde, enquanto o Los Angeles Times observou que "seu canto frequentemente lembra Patti Smith e Siouxsie Sioux, artistas que, como Harvey, projetam uma sexualidade derivada das – ainda nunca limitado pelas – sensibilidades masculinas do rock".

## Recepção crítica
Stories from the City, Stories from the Sea foi aclamado pela crítica musical. No Metacritic, que atribui uma classificação normalizada de 100 às resenhas dos críticos convencionais, o álbum recebeu uma pontuação média de 88, com base em 25 resenhas. NME saudou-o como "uma obra magnífica de afirmação da vida" de Harvey. Robert Christgau chamou-o de "o melhor álbum de sua carreira" em sua crítica à Rolling Stone. Outros críticos o classificaram como apenas médio. Spencer Owen, da Pitchfork, viu o álbum como sem distinção, dizendo que "o brilho fica mais liso e sua música fica mais maçante". A publicação mais tarde, no entanto, classificou-o no número 124 em sua lista de "200 Melhores Álbuns dos Anos 2000" em 2009.

### Prêmios
O álbum rendeu indicações ao BRIT Awards como Melhor Artista Feminina Britânica para Harvey por dois anos consecutivos, bem como duas indicações ao Grammy Awards de Melhor Álbum de Rock e Melhor Performance de Rock Feminina pelo single "This Is Love". Com o álbum, Harvey foi indicada para o Mercury Prize de 2001 pela terceira vez (suas indicações anteriores foram para Rid of Me e To Bring You My Love). A cerimônia de premiação foi realizada em 11 de setembro de 2001; Harvey estava em Washington, D.C. naquele dia e testemunhou os ataques terroristas no Pentágono da janela de seu quarto de hotel. Ela foi anunciada como a vencedora e recebeu o prêmio por telefone, dizendo: "Foi um dia muito surreal. Tudo o que posso dizer é muito obrigada, estou absolutamente pasma". A vitória fez de Harvey a primeira artista solo feminina a receber o Mercury Prize na história do prêmio.
O álbum foi classificado na oitava posição da lista dos 50 Álbuns Essenciais de Mulheres no Rock, da Rolling Stone. Em 2002, a revista Q nomeou Stories from the City, Stories from the Sea "o maior álbum de todos os tempos de uma artista feminina". Em 2006, o álbum foi escolhido pela Time como um dos 100 melhores álbuns de todos os tempos. Em 2009, o Pitchfork nomeou o álbum como o 124º álbum mais popular dos anos 2000. Em 2009, a NME também colocou o álbum dentro das cem primeiras posições dos Melhores Álbuns da Década, na sexta posição. O álbum também foi incluído no livro 1001 Discos Para Ouvir Antes de Morrer. A revista Rolling Stone ainda nomeou-o como o 35º melhor álbum da década. Em 2019, o álbum foi classificado em 19º na lista dos 100 Melhores Álbuns do Século XXI, do The Guardian.

## Desempenho comercial
Stories from the City, Stories from the Sea alcançou a 23ª posição no UK Albums Chart. O álbum foi certificado como platina no Reino Unido, com vendas de mais de 300 mil cópias. O álbum estreou na 42ª posição da Billboard 200, e em 2003, vendeu 357 mil cópias nos Estados Unidos, de acordo com a Nielsen SoundScan. Também foi certificado ouro na França. No total, vendeu mais de 1 milhão de cópias em todo o mundo.

## Lista de faixas
Todas as faixas são escritas por PJ Harvey.
1. "Big Exit" – 3:51
2. "Good Fortune" – 3:20
3. "A Place Called Home" – 3:43
4. "One Line" – 3:14
5. "Beautiful Feeling" – 4:00
6. "The Whores Hustle and the Hustlers Whore" – 4:01
7. "This Mess We're In" – 3:57
8. "You Said Something" – 3:19
9. "Kamikaze" – 2:24
10. "This Is Love" – 3:48
11. "Horses in My Dreams" – 5:38
12. "We Float" – 6:07
Faixa bônus do Reino Unido e Japão
13. "This Wicked Tongue" – 3:42

## Equipe e colaboradores
Todos os créditos pessoais foram adaptados das notas do encarte do álbum.
Músicos
- PJ Harvey – vocais, guitarra (1-3, 5-11), baixo (1), teclados (3, 4, 8, 10), piano (12), djembe (12), maracas (6), EBow (12), produtora, engenheira
- Rob Ellis – bateria (2, 3, 6-12), piano (2, 3, 7, 11, 12), pandeireta (1, 8, 10), sintetizador (2), teclados (12), sinos (12), cravo (1), piano elétrico (2), vibrafone (4), vocais de apoio (11, 12), produtor
- Mick Harvey – órgão (12), baixo (2-4, 6-12), bateria (1, 4), percussão (3), harmônio (1), teclados (7, 9, 10), acordeão (4), vocais de apoio (11, 12), produtor

Músicos convidados
- Thom Yorke – vocais (4, 5, 7), teclados (4)

Produção
- Victor Van Vugt – engenheiro, mixagem (1-11)
- Head – engenheiro, mixagem (12)
- Howie Weinberg – masterização

Projeto
- Rob Crane – design
- Maria Mochnacz – design, fotografia